# Tmesorrhina
Tmesorrhina is een geslacht van kevers uit de familie bladsprietkevers (Scarabaeidae). Het geslacht werd voor het eerst wetenschappelijk beschreven in 1842 door Westwood.

## Soorten
- Tmesorrhina alpestris Kolbe, 1892
- Tmesorrhina barombina Kolbe, 1892
- Tmesorrhina chireyi Legrand & Antoine, 2003
- Tmesorrhina ganglbaueri Moser, 1913
- Tmesorrhina garnieri Allard, 1993
- Tmesorrhina iris (Fabricius, 1781)
- Tmesorrhina laeta Moser, 1913
- Tmesorrhina laevis Kraatz, 1897
- Tmesorrhina lequeuxi Antoine, 1995
- Tmesorrhina pectoralis Moser, 1905
- Tmesorrhina pilosipes Allard, 1988
- Tmesorrhina runsorica Arrow, 1909
- Tmesorrhina simillima Kraatz, 1880
- Tmesorrhina tridens Duvivier, 1891
- Tmesorrhina viridicincta Moser, 1913
- Tmesorrhina viridicyanea Moser, 1902